# Llista de cims més alts per província d'Espanya
Aquesta és la Llista de cims més alts per província d'Espanya.
| Província      | Pic                    | Altura (m) | Serralada                            |
| -------------- | ---------------------- | ---------- | ------------------------------------ |
| Àlaba          | Gorbeia                | 1.481      | Massís de Gorbeia                    |
| Alacant        | Aitana                 | 1.558      | Serra d'Aitana                       |
| Albacete       | La Atalaya             | 2.084      | Serra de las Cabras                  |
| Almeria        | Chullo                 | 2.609      | Sierra Nevada                        |
| Astúries       | Torre de Cerredo       | 2.650      | Pics d'Europa                        |
| Àvila          | Pic d'Almansor         | 2.592      | Serra de Gredos                      |
| Badajoz        | Cerro de Tentudía      | 1.112      | Serra de Tentudía                    |
| Balears, Illes | Puig Major             | 1.440      | Serra de Tramuntana                  |
| Barcelona      | Costa Cabirolera       | 2.605      | Serra del Cadí                       |
| Biscaia        | Gorbeia                | 1.481      | Massís de Gorbeia                    |
| Burgos         | San Millán             | 2.131      | Serra de la Demanda                  |
| Càceres        | Torreón de Calvitero   | 2.401      | Serra de Candelario                  |
| Cadis          | El Torreón             | 1.654      | Serra de Grazalema - Serra del Pinar |
| Cantàbria      | Torre Blanca           | 2.619      | Pics d'Europa                        |
| Castelló       | Penyagolosa            | 1.814      | Sistema Ibèric                       |
| Ciudad Real    | Riscos del Amor        | 1.344      | Montes de Toledo                     |
| Conca          | Mogorrita              | 1.866      | Serra de Valdeminguete               |
| Còrdova        | Tiñosa                 | 1.570      | Serra Horconera                      |
| Corunya, la    | Pilar                  | 802        | Montes de Bocelo                     |
| Girona         | Puigpedrós             | 2.915      | Pirineus                             |
| Granada        | Mulhacén               | 3.478      | Sierra Nevada                        |
| Guadalajara    | Pic del Lobo           | 2.273      | Serra de Ayllón                      |
| Guipúscoa      | Aitxuri                | 1.551      | Serra d'Aizkorri                     |
| Huelva         | Bonales                | 1.055      | Serra de Bonales                     |
| Jaén           | Pic Mágina             | 2.167      | Serra Mágina                         |
| Lleida         | Pica d'Estats          | 3.143      | Pirineus                             |
| Lleó           | Torre de Cerredo       | 2.650      | Pics d'Europa                        |
| Lugo           | O Mustallar            | 1.935      | Serra dels Ancares                   |
| Madrid         | Peñalara               | 2.428      | Serra de Guadarrama                  |
| Malaga         | Torrecilla             | 1.919      | Serra de las Nieves                  |
| Múrcia         | Los Obispos            | 2.015      | Serra Seca                           |
| Navarra        | Mesa de los Tres Reyes | 2.444      | Pirineus                             |
| Osca           | Aneto                  | 3.404      | Pirineus                             |
| Ourense        | Peña Trevinca          | 2.124      | Serra Segundera                      |
| Palència       | Peña Prieta            | 2.530      | Serralada Cantàbrica                 |
| Palmas, Las    | Morro de la Agujereada | 1.949      | Illa de Gran Canària                 |
| Pontevedra     | Faro                   | 1.187      | Serra de Faro                        |
| Rioja, la      | San Lorenzo            | 2.271      | Serra de la Demanda                  |
| Salamanca      | Canchal de la Ceja     | 2.430      | Serra de Candelario                  |
| Saragossa      | Moncayo                | 2.313      | Sistema Ibèric                       |
| Segòvia        | Peñalara               | 2.428      | Serra de Guadarrama                  |
| Sevilla        | Terril                 | 1.129      | Serra del Tablón                     |
| Sòria          | Moncayo                | 2.313      | Sistema Ibèric                       |
| Tenerife       | Teide                  | 3.718      | Illa de Tenerife                     |
| Tarragona      | Caro                   | 1.447      | Ports de Beseit                      |
| Terol          | Javalambre             | 2.020      | Serra de Javalambre                  |
| Toledo         | Corocho de Rocigalgo   | 1.447      | Montes de Toledo                     |
| València       | Calderona              | 1.837      | Serra de Javalambre                  |
| Valladolid     | Cerro de Cuchillejo    | 932        | Meseta Nord                          |
| Zamora         | Peña Trevinca          | 2.127      | Serra Segundera                      |